# HD 163547
HD 163547，又名BD+22 3237，SAO 85552、HR 6687，是一颗恒星，视星等为5.58，位于銀經47.84，銀緯21.83，其B1900.0坐标为赤經17h 51m 38.7s，赤緯+22° 21.83′ 46″。